# Карпенко, Казимир Казимирович
Казимир Казимирович Карпенко (дед Казимир) — известный в Минске эпатажный мастер искусств, художник, занимался резьбой по дереву, создавал украшения из бижутерии, делал нэцкэ, проводил свои фотовыставки.
Также стал известен в 2013 году как DJ KAZIMIR RUSSIAN DADDY (в сотрудничестве с Ильей Сухомлиным), 4 года ездил с гастролями по миру. Трости деда Казимира, которые он создает из подручного материала (например, пробок от пластиковых бутылок), хранятся в нескольких музеях Минска. До 2013-го становился героем 30 документальных фильмов.
Родился в послевоенных лагерях Магадана (мать была осуждена на 8 лет) — был сыном врагов народа и не имел права поступать в институт. Когда Казимир нашел свою мать — она отреклась от него. В 1990 году переехал в Минск. После детского дома работал на стройках газопроводов. Учился на плотника, столяра. Устроился в Дом культуры под Тобольском, потом стал там директором, художником-оформителем и проработал там 15 лет. Учился тобольскому косторезному промыслу. В Минске на заводе имени Козлова проработал 15 лет, был техником-фотографом. В 2010 году перенес три операции из-за онкологии.
Лечению уже не подлежу, и с этим что-то делать уже нереально. Я даже не знаю, как объяснить стихами, тут красиво не скажешь. Нечем пошевелить, но я жизнь люблю. У меня просто шланги по всему телу, но я еще общаюсь2019 год, https://citydog.io/post/dj-kazimir/
4 сына, 2 дочери, внуки, правнуки. Был трижды женат.